# Шеперд (Техас)
Шеперд (англ. Shepherd) — місто (англ. city) в США, в окрузі Сан-Джесінто штату Техас. Населення — 2105 осіб (2020).

## Географія
Шеперд розташований за координатами 30°29′8″ пн. ш. 95°0′43″ зх. д. / 30.48556° пн. ш. 95.01194° зх. д. (30.485472, -95.011897).  За даними Бюро перепису населення США в 2010 році місто мало площу 15,85 км², з яких 15,79 км² — суходіл та 0,06 км² — водойми.

## Демографія
Згідно з переписом 2010 року, у місті мешкало 2319 осіб у 792 домогосподарствах у складі 569 родин. Густота населення становила 146 осіб/км².  Було 898 помешкань (57/км²).
Расовий склад населення:
| - 75,7 % — білих - 14,2 % — чорних або афроамериканців - 1,5 % — азіатів - 0,6 % — корінних американців - 6,0 % — осіб інших рас |

До двох чи більше рас належало 2,1 %. Частка іспаномовних становила 11,3 % від усіх жителів.
За віковим діапазоном населення розподілялося таким чином: 28,3 % — особи молодші 18 років, 57,4 % — особи у віці 18—64 років, 14,3 % — особи у віці 65 років та старші. Медіана віку мешканця становила 36,3 року. На 100 осіб жіночої статі у місті припадало 91,2 чоловіків;  на 100 жінок у віці від 18 років та старших — 89,8 чоловіків також старших 18 років.
Середній дохід на одне домашнє господарство  становив 44 725 доларів США (медіана — 32 763), а середній дохід на одну сім'ю — 44 720 доларів (медіана — 35 563). За межею бідності перебувало 31,5 % осіб, у тому числі 34,5 % дітей у віці до 18 років та 10,4 % осіб у віці 65 років та старших.
Цивільне працевлаштоване населення становило 888 осіб. Основні галузі зайнятості: освіта, охорона здоров'я та соціальна допомога — 24,3 %, роздрібна торгівля — 17,2 %, будівництво — 8,3 %, транспорт — 8,2 %.